# Veira
Veira (llamada oficialmente Santa Mariña de Beira) es una parroquia y una aldea española del municipio de Carral, en la provincia de La Coruña, Galicia.

## Entidades de población
Entidades de población que forman parte de la parroquia:
- A Calle
- Argonte
- Las Traviesas (As Travesas)
- Veira (Beira)
- Canedo
- Curro (O Curro de Herves)
- Curro de Beira (O Curro de Beira)
- Gundisal
- Herves
- Mella (A Mella)
- Novás
- Peito (O Peito)
- Porriño
- Rúa da Escola
- Teijoeiras (As Teixoeiras)

## Despoblado
Despoblado que forma parte de la parroquia:
- Lago (O Lago)

## Demografía

### Parroquia
| Gráfica de evolución demográfica de Veira (parroquia) entre 2000 y 2018 |
|                                                                         |
| Datos según el nomenclátor publicado por el INE.                        |

### Aldea
| Gráfica de evolución demográfica de Beira (aldea) entre 2000 y 2018 |
|                                                                     |
| Datos según el nomenclátor publicado por el INE.                    |